# Crottet
Crottet ist eine französische Gemeinde mit 1844 Einwohnern (Stand 1. Januar 2022) im Département Ain in der Region Auvergne-Rhône-Alpes. Sie gehört zum Kanton Vonnas im Arrondissement Bourg-en-Bresse.

## Geographie

### Lage
Crottet liegt auf 201 m, etwa 27 Kilometer westnordwestlich der Präfektur Bourg-en-Bresse, fünf Kilometer südöstlich der Stadt Mâcon und 58 Kilometer nördlich der Stadt Lyon (Luftlinie). Das Dorf erstreckt sich im südwestlichen Teil der historischen Provinz Bresse. Nachbargemeinden von Crottet sind Replonges und Saint-André-de-Bâgé im Norden, Saint-Jean-sur-Veyle im Osten, Pont-de-Veyle und Grièges im Süden sowie Saint-Laurent-sur-Saône im Nordwesten.

### Topographie
Die Fläche des 12,12 km² großen Gemeindegebiets umfasst einen Abschnitt am rechten Ufer der Veyle und spitzt sich nach Westen hin keilförmig zu bis zur Saône, in die die Veyle mündet. Die Veyle fließt hier in aus einer etwa 20 m in die Ebene der Bresse eingetieften Niederung westwärts in die Ebene der Saône. Ihre Flussbiegungen werden von der Gemeindegrenze von Crottet genau nachgezeichnet. Im Westen gehört ein Abschnitt eines kurzen Seitenarms der Saône mit zum Gemeindegebiet, das bis auf etwa 200 m an das eigentliche Flussufer heranreicht. Im Nordwesten der Gemeinde befinden sich mehrere Weiher, die von einer Kanalhaltung an der nördlichen Gemeindegrenze zur Saône hin entwässert werden. Die anteilsmäßige Landbedeckung der Gemeindefläche teilt sich auf in Wiesen mit 45 %, sonstige landwirtschaftliche Flächen mit 30 % und Wälder mit 8 %. Stadtbebauung und Erholungsflächen machen zusammen 17 % aus.

### Gemeindegliederung
Zu Crottet gehören neben dem eigentlichen Ortskern auch mehrere Weilersiedlungen und Gehöfte, darunter:
- Château de l’Aumusse (208 m) mit mehreren umliegenden Gehöften in der Nordostecke der Gemeinde
- La Villeneuve (176 m) und Bief Godard (185 m) als nördliche Fortsetzung des alten Ortskerns
- Chavannes (174 m) westlich des Dorfes.

## Geschichte
Die Geschichte Crottets geht bis ins frühe Hochmittelalter zurück, als der Ort im Zeitraum von 892 bis 927 als In Crotel, in pago Lugdunense, in agro Turniaco erstmals erwähnt wurde. Seine Schreibweise änderte sich über In villa Croteldi (1018), Crotel (1229), Crotez (1250) und Croteil (1276)  zu Crottet (1636). Die Variante Crotez kommt auch nach 1636 noch vor. Die zum Erzbistum Lyon gehörende Pfarrkirche Saint-Paul ist seit 1149 dokumentiert. Zu der Zeit gehörten die Ländereien einem Familiengeschlecht gleichen Namens (de Croteil), im Ancien Régime gehörten sie zum Marquisat in Bâgé. Der heutige Weiler Chavannes war ebenfalls Sitz einer kleinen Herrschaft mit Festem Haus, die 1203 erstmals erwähnt wurde (de Chavannis) und zu der Zeit ein Lehen in Abhängigkeit von der Herrschaft von Bâgé war. Als Teil der Bresse gelangte Crottet mit dem Vertrag von Lyon 1601 an das Königreich Frankreich.

### Bevölkerungsentwicklung
| Jahr                       | 1962 | 1968 | 1975 | 1982 | 1990 | 1999 | 2011 | 2021 |
| Einwohner                  | 682  | 731  | 891  | 986  | 1313 | 1477 | 1722 | 1818 |
| Quellen: Cassini und INSEE |      |      |      |      |      |      |      |      |

Mit 1844 Einwohnern (Stand 1. Januar 2022) gehört Crottet zu den kleineren Gemeinden des Départements Ain. Nachdem die Einwohnerzahl im 19. und in der ersten Hälfte des 20. Jahrhunderts zwischen 626 Einwohnern im Jahr 1936 und 838 im Jahr 1856 schwankte, wurde seit Mitte der 1970er Jahre eine Bevölkerungszunahme verzeichnet, die bis ins 21. Jahrhundert anhielt. Die Ortsbewohner von Crottet heißen auf Französisch Crottassis(es).

## Wirtschaft und Infrastruktur
Crottet war bis weit ins 20. Jahrhundert hinein ein vorwiegend durch die Landwirtschaft geprägtes Dorf. Neben einigen auf die Rinderproduktion spezialisierten Höfen gibt es heute verschiedene Betriebe des lokalen Kleingewerbes und einige Kleinunternehmen. Mittlerweile hat sich das Dorf auch zu einer Wohngemeinde entwickelt. Viele Erwerbstätige sind Wegpendler, die zu ungefähr gleichen Anteilen im Raum Mâcon und im Raum Bourg-en-Bresse ihrer Arbeit nachgehen.
Die Ortschaft liegt an der D933, die über mehrere Départements die Dörfer am östlichen Saôneufer verbindet, jedoch heute keine Bedeutung mehr als regionale Durchgangsstraße hat. Die von ihr abzweigenden Nebenstraßen verbinden Crottet mit weiteren Nachbargemeinden. In Crottet gibt es einen in Richtung Mâcon ausgeführten Autobahnanschluss an die A406 (Ringautobahn von Mâcon) und eine Anschlussstelle an die A40 in Replonges. Zusätzlich befindet sich am Südrand von Crottet ein Bahnhof an der Bahnstrecke Mâcon–Ambérieu-en-Bugey, der jedoch nach dem Nachbarort Pont-de-Veyle benannt ist. Hier halten Züge des TER Auvergne-Rhône-Alpes und es endet die von den TGV Paris–Genf befahrene Ausfädelung von der LGV Sud-Est in die Altbaustrecke. Als Flughafen in der Region kommt Lyon-St-Exupéry (80 km) in Frage.

### Bildung
In Crottet befindet sich eine staatliche école primaire (Grundschule mit eingegliederter Vorschule).

## Sehenswürdigkeiten
Im Zentrum von Crottet stehen die Überreste einer Abtei aus dem 15. und 16. Jahrhundert. Ihre Tordurchfahrt und weitere Fassadenteile sind als monument historique eingeschrieben. Die Kirche Saint-Paul wurde im 19. Jahrhundert anstelle des mittelalterlichen Kirchbaus errichtet. Das Château de l’Aumusse nordöstlich des Dorfes wurde im 19. Jahrhundert wiederaufgebaut. Vom Festen Haus in Chavannes sind noch Ruinen erhalten. Am Flusslauf der Veyle stehen mehrere ehemalige, teils verfallene Mühlen.

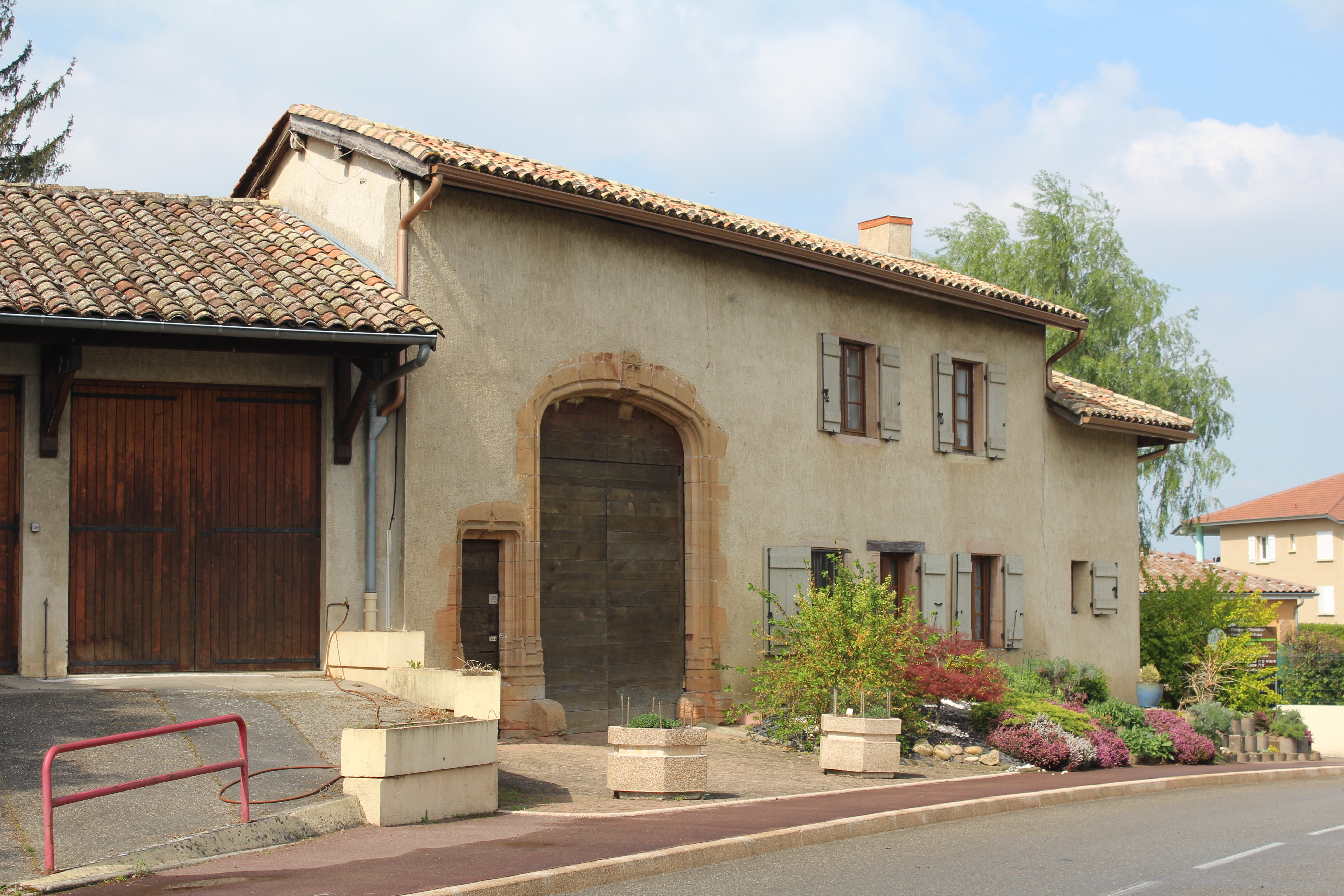
Eingang zur ehemaligen Abtei
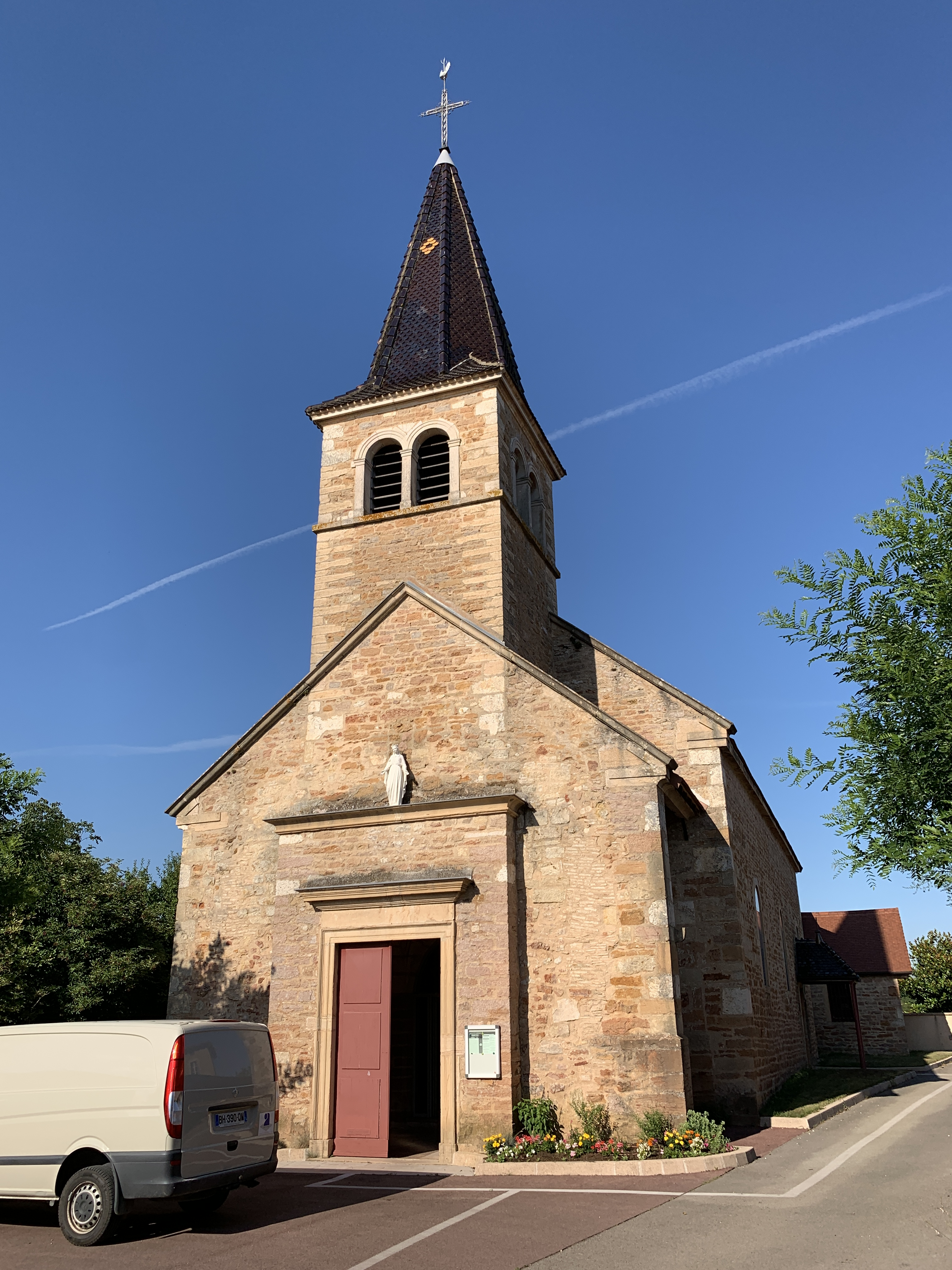
Kirche Saint-Paul
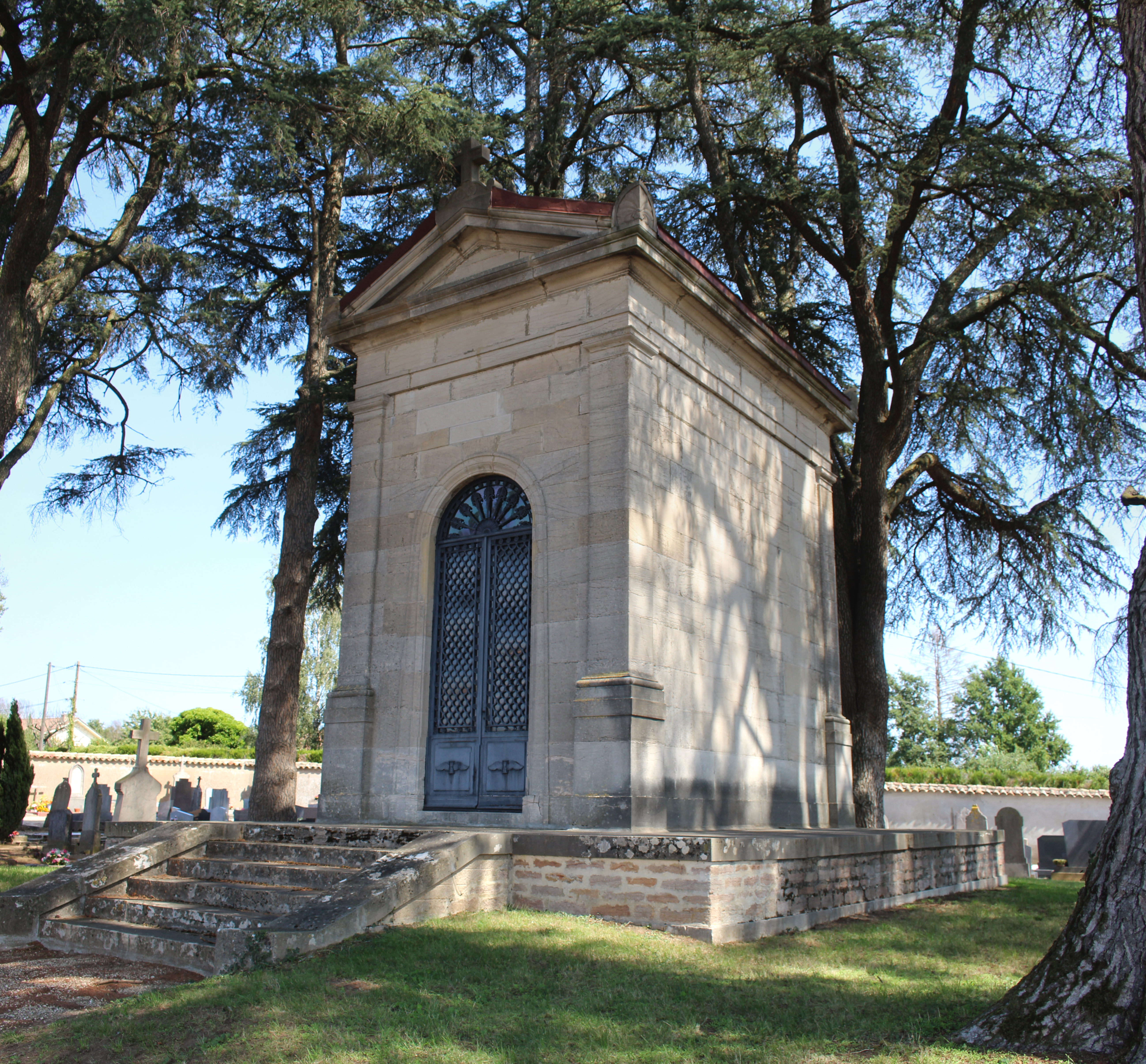
Grabkapelle auf dem Friedhof Crottet
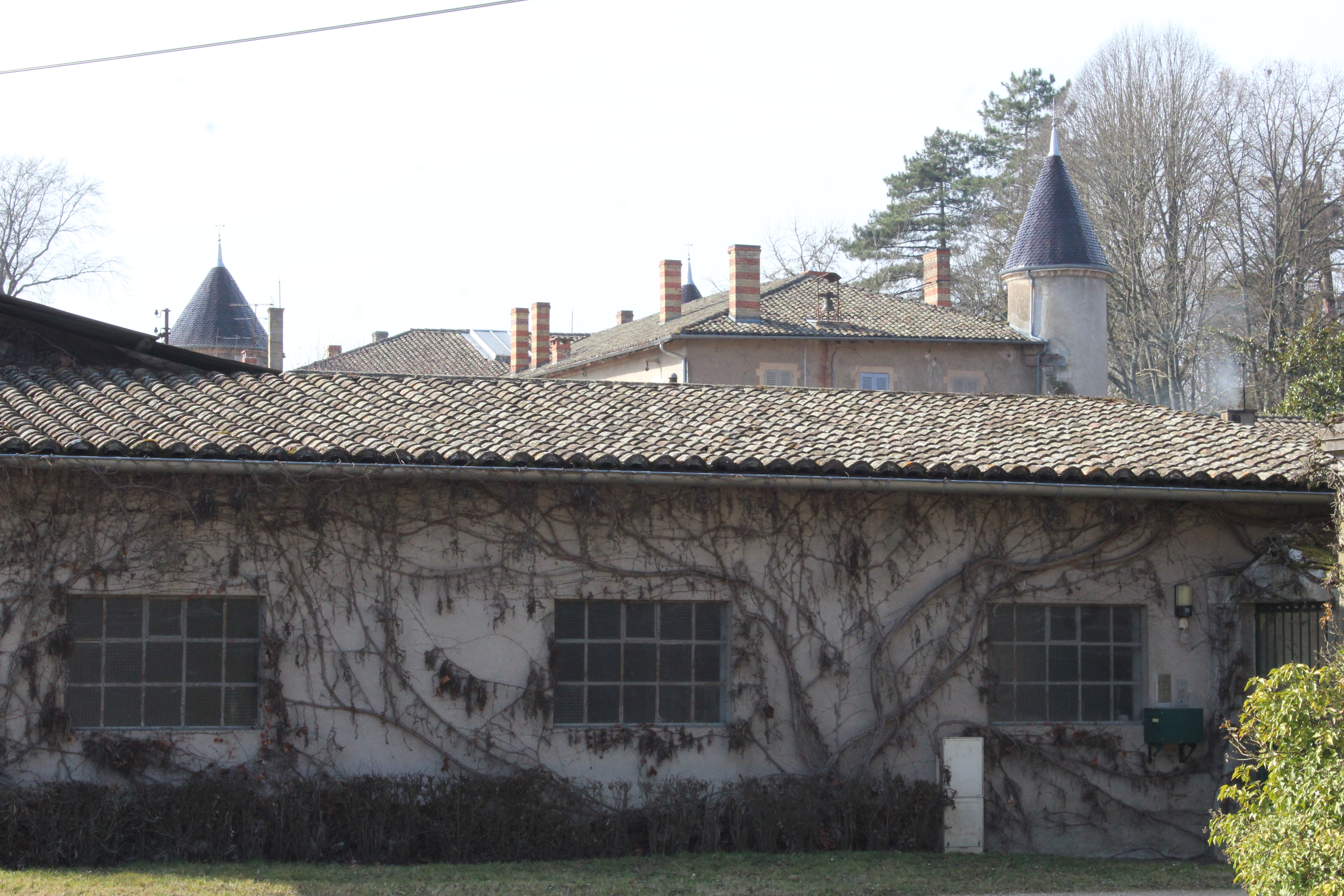
Château de l’Aumusse
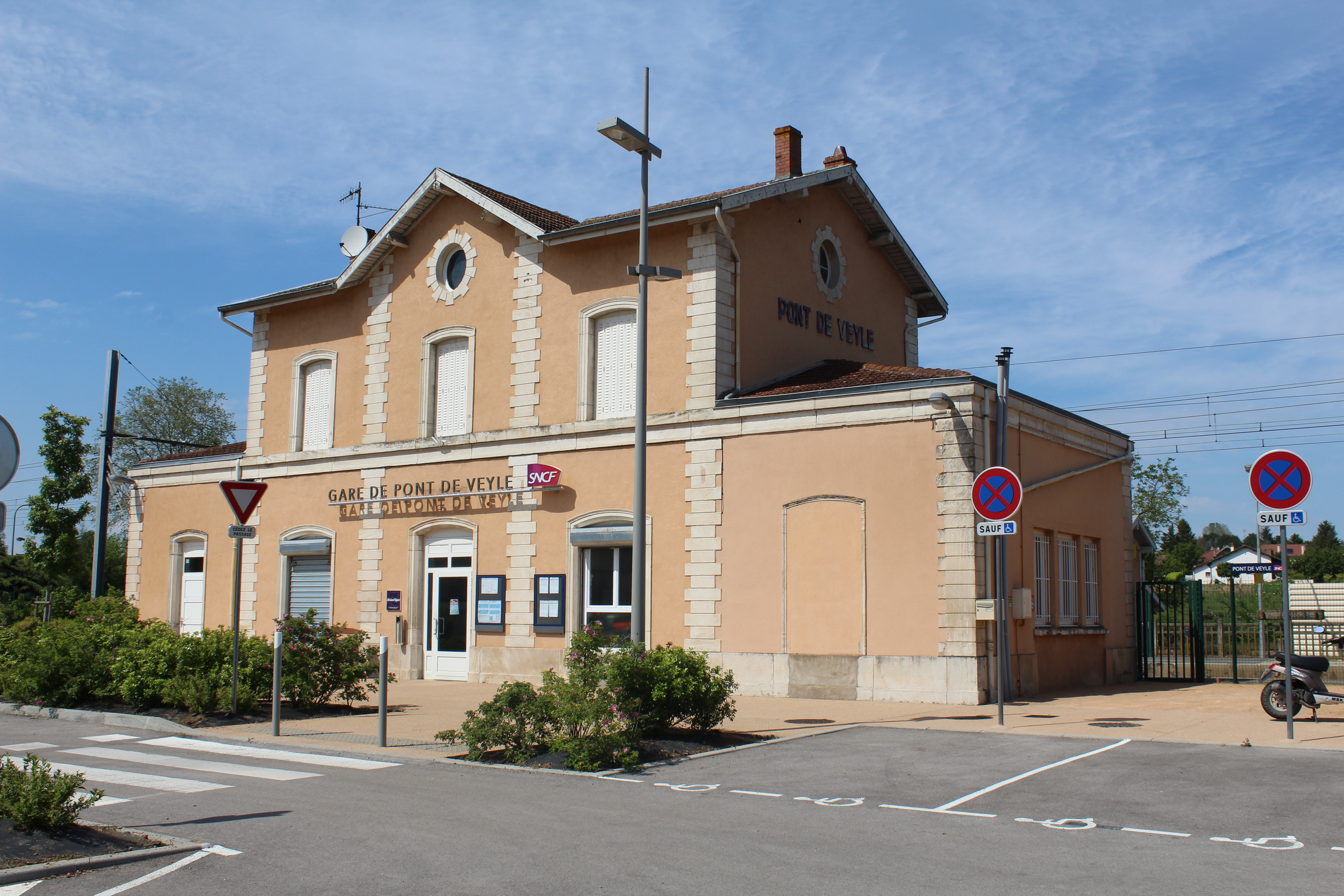
Bahnhof Pont-de-Veyle auf dem Gebiet von Crottet